# Noah Feil
Noah Feil (* 16. September 1998 in Aalen) ist ein deutscher Fußballspieler, der vor allem im zentralen Mittelfeld eingesetzt wird.

## Laufbahn
Feil spielte in seiner Jugend zunächst beim SSV Aalen, der TSG Hofherrnweiler-Unterrombach und beim 1. FC Normannia Gmünd.
Im Juli 2012 wechselte er in die Jugend des damaligen Zweitligisten VfR Aalen. Bereits in seinem ersten A-Juniorenjahr trainierte Feil in der Rückrunde der Saison 2015/16 im Drittliga-Team mit und kam im Testspiel gegen die Stuttgarter Kickers erstmals zum Einsatz. Als Kapitän der U19-Mannschaft wurde er im Januar 2017 von Trainer Peter Vollmann erstmals mit ins Trainingslager des Profiteams genommen. Er trainierte auch in der Rückrunde regelmäßig mit den Profis und stand am 20. Mai 2017 im Auswärtsspiel bei Werder Bremen II erstmals bei einem Pflichtspiel im Profikader.
Im Juli 2017 unterschrieb Feil einen bis 2018 laufenden Profivertrag beim VfR Aalen. Nach einigen Einsätzen im WFV-Pokal zu Beginn der anschließenden Saison kam er daraufhin jedoch erst am 34. Spieltag im Spiel gegen den FC Carl Zeiss Jena zu seinem Liga-Debüt, als er in der 74. Minute für den verletzten Sebastian Vasiliadis eingewechselt wurde. In den restlichen vier Spielen der Saison kam Feil zu vier weiteren Einsätzen als Einwechselspieler. Bereits vor dem letzten Saisonspiel wurde sein Vertrag um ein weiteres Jahr bis zum 30. Juni 2019 verlängert. In der folgenden Saison 2018/19, an deren Ende die Aalener aus der Dritten Liga abstiegen, kam er jedoch nur noch zu einem Ligaeinsatz.
Nach dem Aalener Abstieg wechselte Feil im Sommer 2019 zum Oberligisten TSV Ilshofen. Nach einem Wortgefecht mit seinem Trainer am 18. August 2019 im Spiel gegen den VfB Stuttgart II wurde der Vertrag bei Ilshofen bereits wenige Tage später wieder aufgelöst. Nach vorübergehender Vereinslosigkeit schloss sich Feil im Januar 2020 dem Oberligisten Sportfreunde Dorfmerkingen an, bei denen er sich in den folgenden Jahren als Stammspieler etablieren konnte.
Im Sommer 2022 nahm ihn der TSV 1860 München für seine zweite Mannschaft in der Bayernliga unter Vertrag. Nach einem Jahr in München kehrte er 2023 wieder zu den Sportfreunden Dorfmerkingen zurück, die zwischenzeitlich in der sechstklassigen Verbandsliga antraten.